# Sten Grytebust
Sten Michael Grytebust (ur. 25 października 1989 w Ålesundzie) – norweski piłkarz pochodzenia liberyjskiego występujący na pozycji bramkarza. Zawodnik norweskiego klubu Aalesunds FK.

## Życiorys

### Kariera klubowa
Grytebust treningi rozpoczął w Ellingsøy IL, a w 2005 roku przeszedł do juniorów zespołu Aalesunds FK. W sezonie 2008 został włączony do jego pierwszej drużyny, grającej w Eliteserien. Zadebiutował w niej w kolejnym sezonie, 22 sierpnia 2009 w przegranym 1:3 meczu z Molde FK. W sezonie 2009 zdobył wraz z zespołem Puchar Norwegii. Osiągnięcie to powtórzył w sezonie 2011.
17 lutego 2016 Grytebust przeszedł do duńskiego Odense Boldklub. W Superligaen zadebiutował 26 lutego w zremisowanym 2:2 spotkaniu z Aarhus GF.
1 lipca 2019 podpisał kontrakt z FC København. 31 sierpnia 2021 został wypożyczony do Vejle BK. 15 lutego 2022 powrócił do Aalesunds FK.

### Kariera reprezentacyjna
W reprezentacji Norwegii Grytebust zadebiutował 11 czerwca 2013 w wygranym 2:0 towarzyskim meczu z Macedonią.

## Sukcesy
Aalesunds FK
- Zdobywca Pucharu Norwegii: 2009, 2011

Odense Boldklub
- Bramkarz roku: 2017–18